# Sulcacis nitidus
Sulcacis nitidus – gatunek chrząszcza z rodziny czerwikowatych. Zamieszkuje palearktyczną Eurazję.

## Taksonomia
Gatunek ten opisany został po raz pierwszy w 1792 roku przez Johana Christiana Fabriciusa pod nazwą Anobium nitidum.

## Morfologia
Chrząszcz o wydłużonym ciele barwy czarnej, rzadko brązowoczarnej, z żółtymi odnóżami, a czułkami żółtymi z ciemniejszymi buławkami. Wierzch ciała jest dość delikatnie i przeciętnie gęsto punktowany. Głowa u samców odznacza się dwoma spiczastymi ząbkami na nadustku. Czułki zbudowane z dziewięciu członów, z których trzy ostatnie formują buławkę. Przedplecze jest matowe, pokryte regularną mikrorzeźbą. Pokrywy są nieznacznie bardziej od przedplecza punktowane, bardziej od niego błyszczące, porośnięte nieregularnymi włoskami wełnistymi oraz rozmieszczonymi w niewyraźnych szeregach podłużnych jasnymi, dłuższymi, sterczącymi włoskami łuskowatymi. Golenie odnóży przedniej pary są ku szczytom zaokrąglone, na wierzchołkach i krawędziach zewnętrznych gęsto porośnięte mocnymi, kolcowatymi szczecinkami. Golenie pozostałych par mają w kątach zewnętrzno-wierzchołkowych szczecinki z zadziorami.

## Ekologia i występowanie
Owad rozmieszczony od nizin po niższe położenia górskie, saproksyliczny. Zarówno larwy, jak i postacie dorosłe bytują w owocnikach hub rosnących na drzewach liściastych, w tym owocnikach wrośniaków, włochatek, gmatwków, blaszkowców, żagwi i gęstoporków.
Gatunek palearktyczny, w Europie znany z Portugalii, Hiszpanii, Wielkiej Brytanii, Francji, Belgii, Holandii, Niemiec, Szwajcarii, Austrii, Włoch, Danii, Szwecji, Norwegii, Finlandii, Estonii, Łotwy, Litwy, Polski, Czech, Słowacji, Węgier, Białorusi, Ukrainy, Rumunii, Bułgarii, Słowenii, Chorwacji, Bośni i Hercegowiny, Serbii, Czarnogóry oraz europejskiej części Rosji, w Azji zaś z Gruzji, Azerbejdżanu, dalekowschodniej części Rosji oraz japońskich wysp Hokkaido i Honsiu.